# Stephan Morgenstern
Stephan Morgenstern (* 1951 in Bautzen) ist ein deutscher Fotograf.

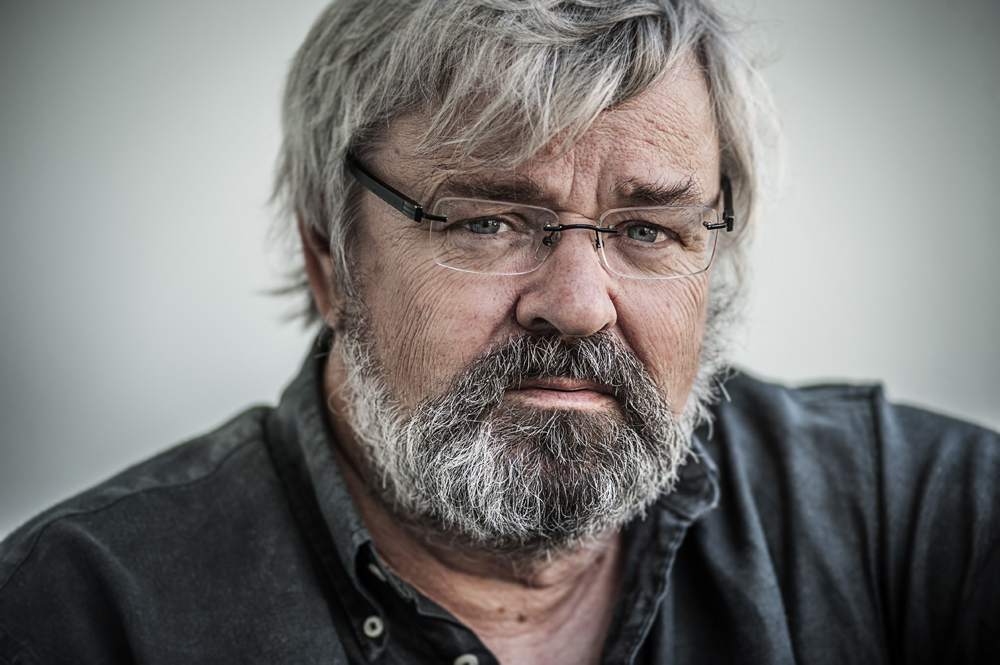
Stephan Morgenstern, 2014

## Leben
Stephan Morgenstern wurde 1951 in Bautzen geboren. Im Alter von 17 Jahren trat er eine dreimonatige Reise nach Persien an. Ausgerüstet mit einer Kamera, begann er hier seine Arbeit am Visuellen.
Er studierte an der Folkwangschule in Essen bei Otto Steinert. 1977 bewarb er sich in Essen bei Steinert, der dem angehenden Fotografen eine „...außerordentliche künstlerische“ Begabung bescheinigte.
Nach seinem Studium fotografierte er hauptsächlich für die Frankfurter Rundschau. Nach dem Fall der Mauer ging er im Auftrag des Nachrichtenmagazins Der Spiegel von Frankfurt am Main nach Leipzig. In diesen zwei Jahren entstanden Fotos ostdeutscher Seelenlandschaften.
Darüber hinaus machte er Reportagen für Die Zeit, Merian und Brigitte. Im Jahr 2008 veröffentlichte Morgenstern mit Klaus Klemp, Ulrich Mattner einen im Kehrer Verlag erschienenen Bildband Frankfurt Inside. Die darin abgebildeten Fotografien offerieren Einblicke in das Frankfurter Bankenleben. 2016 wurde er für die Multimedia-Reportage „Trappeto-Solingen-Trappeto“ mit dem Grimme Online Award ausgezeichnet.
Er lebt als freischaffender Fotograf in Frankfurt am Main.

## Ausstellungen
2024 fand auf dem historischen Gelände der ehemaligen Pittler-Tornos-Werke in Leipzig, eine erste zeitgeschichtlich-zusammenführende Ausstellung jener Wendezeitjahre statt. In der sich ausschließlich der analogen Fotografie widmenden Analog-Art-Photography-Gallery, die sich auf dem Gelände der Pittler-Werke befindet, wurde unter dem Titel Stephan Morgenstern. Wendejahre die Zeit zwischen 1990 und 1992 thematisiert.

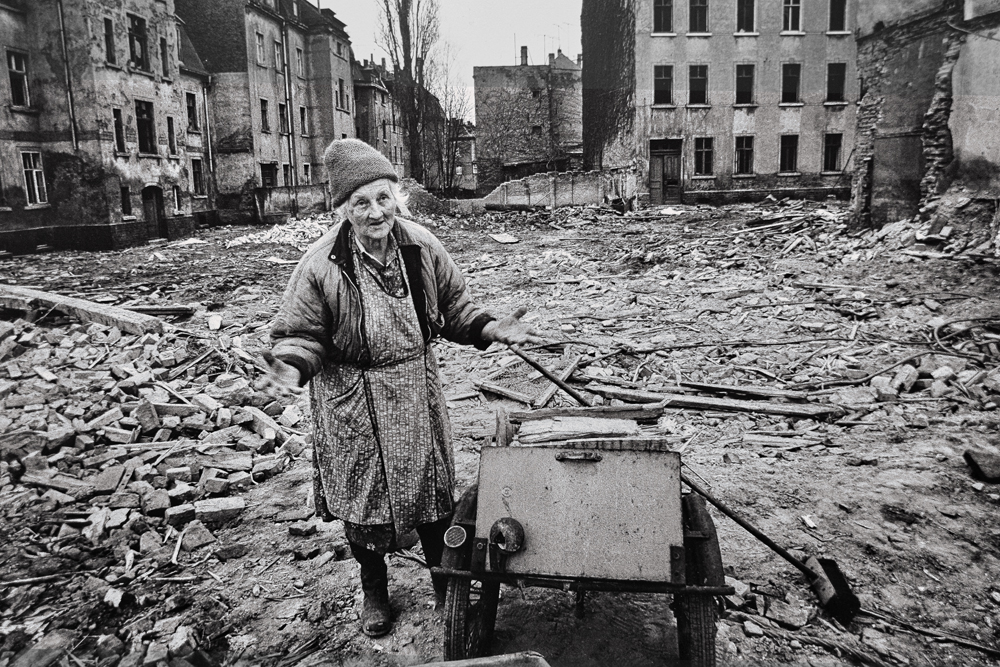
Leipzig-Connewitz, 1990